# Енергетика Ісландії

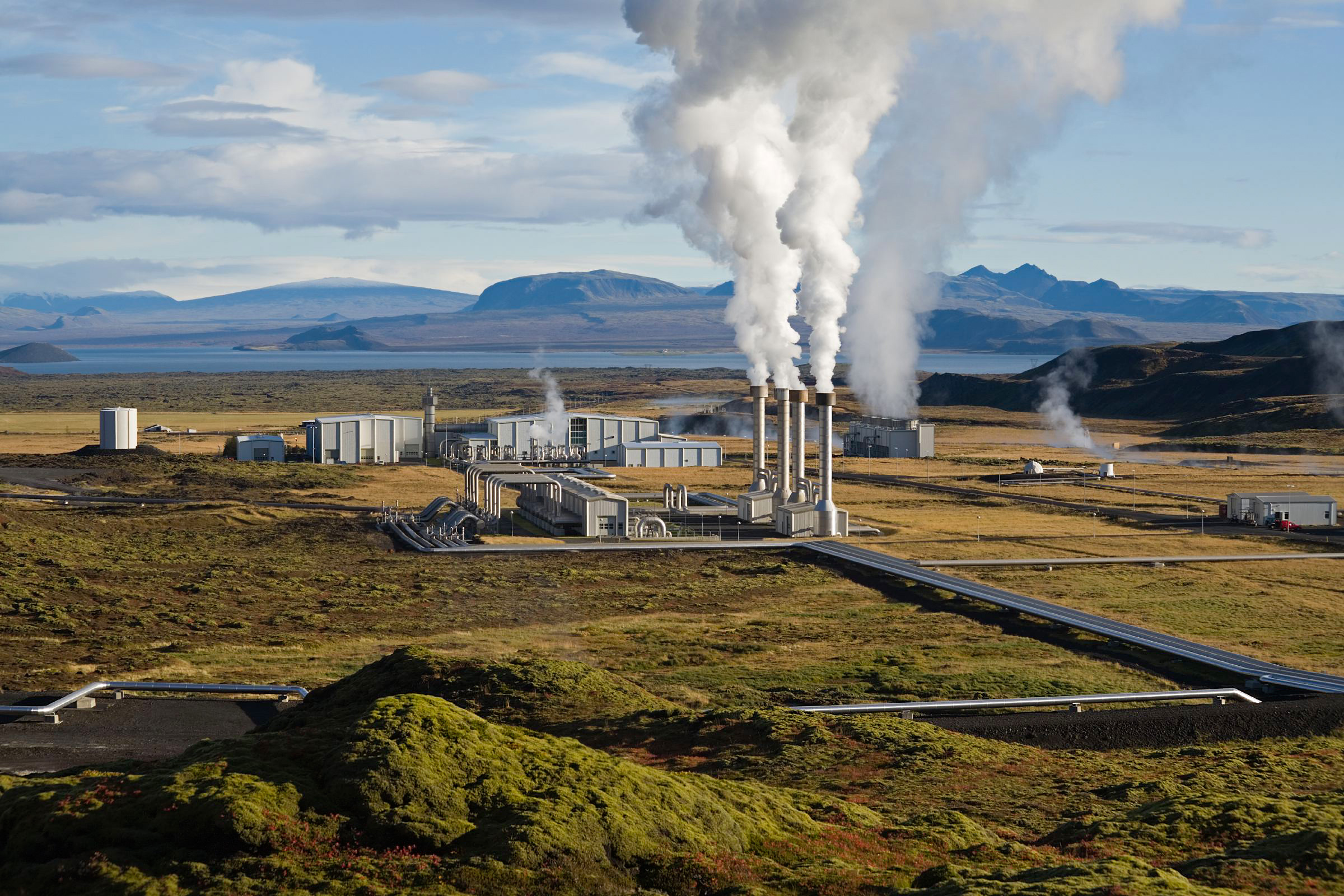
Геотермальна електростанція Несьяветлір

Близько 85 % загального обсягу первинного енергопостачання в Ісландії походить від відновлюваних джерел енергії, що виробляються в країні. Це найвища частка відновлюваної енергії в загальному загальнодержавному енергетичному бюджеті. Геотермальна енергія забезпечувала близько 65 % первинної енергії у 2016 році, частка гідроенергетики становила 20 %, а частка викопного палива (переважно нафтопродукти для транспортного сектору) становила 15 %.
У 2015 році загальне споживання електроенергії в Ісландії становило 18798 ГВт·год. Поновлювані джерела енергії забезпечують майже 100 % виробництва, близько 73 % надходить від гідроенергетики та 27 % від геотермальної енергії. Більшість гідроелектростанцій належать Ландсвіркюну (Національна енергетична компанія), який є основним постачальником електроенергії в Ісландії.
Основне використання геотермальної енергії призначене для опалення приміщень, причому тепло розподіляється між будинками через великі системи централізованого опалення. Близько 85 % усіх будинків в Ісландії опалюються геотермальною енергією.
Ісландія є найбільшим у світі виробником зеленої енергії на душу населення та найбільшим виробником електроенергії на душу населення, приблизно 55 000 кВт·год на людину на рік. Для порівняння, середній показник для ЄС становить менше ніж 6000 кВт·год. Більша частина цієї електроенергії використовується в енергомістких промислових галузях, таких як виробництво алюмінію, яке розвинулось в Ісландії завдяки низькій вартості електроенергії. Згідно з Індексом геополітичних прибутків та втрат після переходу енергії (індекс GeGaLo), Ісландія посідає перше місце. 1 серед 156 країн і стане найбільшим переможцем після завершення повномасштабного переходу до відновлюваної енергетики.

## Енергетичні ресурси

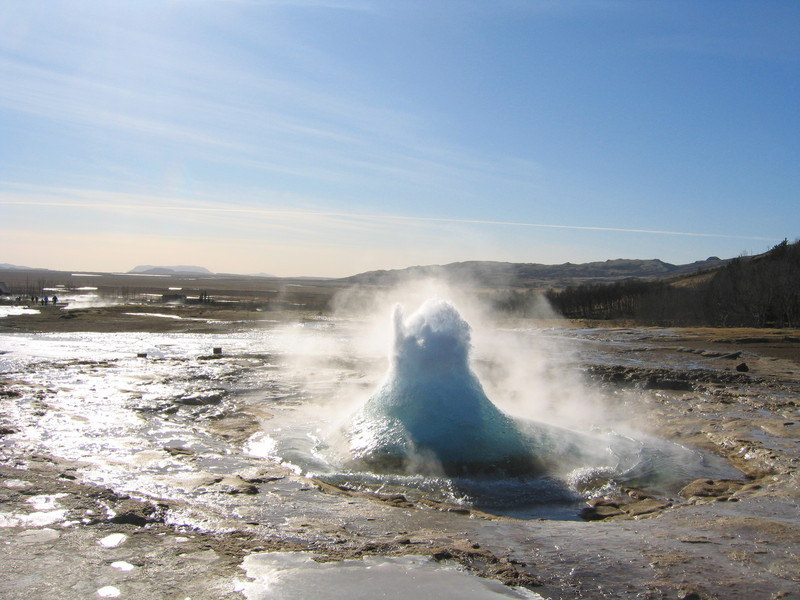
Гейзер Строккюр. Розташований на Середньоатлантичному хребті, Ісландія є однією з найбільш геологічно активних областей на Землі.

Унікальна геологія Ісландії дозволяє їй виробляти поновлювані джерела енергії відносно дешево з різних джерел. Ісландія розташована на Середньоатлантичному хребті, що робить її одним із найбільш тектонічно активних місць у світі. В Ісландії розташовано понад 200 вулканів та понад 600 термальних джерел. Існує понад 20 високотемпературних парових полів, які складають принаймні 150 °C; багато з них досягають температури 250 °C. Саме це дає Ісландії змогу використовувати геотермальну енергію, і ці парові поля використовуються для обігріву всього, від будинків до басейнів. Гідроенергетика використовується через льодовикові річки та водоспади, обидва вони знаходяться в Ісландії.

### Гідроенергетика
Перша ГЕС була побудована в 1904 році місцевим підприємцем. Вона була розташована в невеликому містечку за межами Рейк'явіка і виробляв 9 кВт електроенергії. Перша муніципальна гідроелектростанція була побудована в 1921 році і могла виробляти 1 МВт потужності. Ця установка в чотири рази збільшила кількість електроенергії в країні.
1950-ті ознаменувались наступною еволюцією гідроелектростанцій. На річці Сог було побудовано дві електростанції, одна в 1953 році, яка виробляла 31 МВт, а друга в 1959 році, яка виробляла 26,4 МВт. Ці два заводи були першими побудовані для промислових цілей, і вони належали уряду Ісландії. Цей процес тривав у 1965 році, коли була заснована національна енергетична компанія «Ландсвіркюн». Воно належало як уряду Ісландії, так і муніципалітету Рейк'явіка. У 1969 р. Вони побудували на річці Тьйоурсау електростанцію потужністю 210 МВт, яка забезпечувала б електроенергією південно-східну частину Ісландії та запускала завод з виплавки алюмінію, який міг виробляти 33 000 тонн алюмінію на рік.
Ця тенденція тривала, і збільшення виробництва гідроелектростанцій безпосередньо пов'язане з промисловим розвитком. У 2005 році Ландсвіркьюн вироблено 7,143 ГВт від загальної кількості електроенергії з яких 6676 ГВт або 93 % було вироблено з допомогою гідроелектростанцій електростанцій. 5193 ГВт·год або 72 % було використано для енергоємних виробництв, таких як виплавка алюмінію. У 2009 році Ісландія побудувала найбільшу гідроелектростанцію проєкт на сьогоднішній день, Каурахньюкар, ГЕС посади 690 МВт, щоб забезпечити енергію для іншого алюмінієвого заводу. Екологи різко виступили проти цього проєкту.
Інші гідроелектростанції в Ісландії включають: Blöndustöð (150 МВт), Búrfellsstöð (270 МВт), Hrauneyjafosstöð (210 МВт), Laxárstöðvar (28 МВт), Sigöldustöð (150 МВт), Sogsstöðvar (89 МВт), Sultartangast та Vatnsfellsstöð (90 МВт).
Ісландія є першою країною у світі, що створила економіку, засновану на галузях, що використовують відновлювані джерела енергії, і в Ісландії досі існує велика кількість невикористаної гідроелектроенергії. За оцінками, у 2002 році Ісландія виробляла лише 17 % від загального обсягу гідроелектроенергії, використовуваної в країні. Уряд Ісландії вважає, що щорічно можна було б виробляти ще 30 ТВт·год гідроелектроенергії, враховуючи при цьому джерела, які з екологічних міркувань повинні залишитися невикористаними.

### Геотермальна енергія

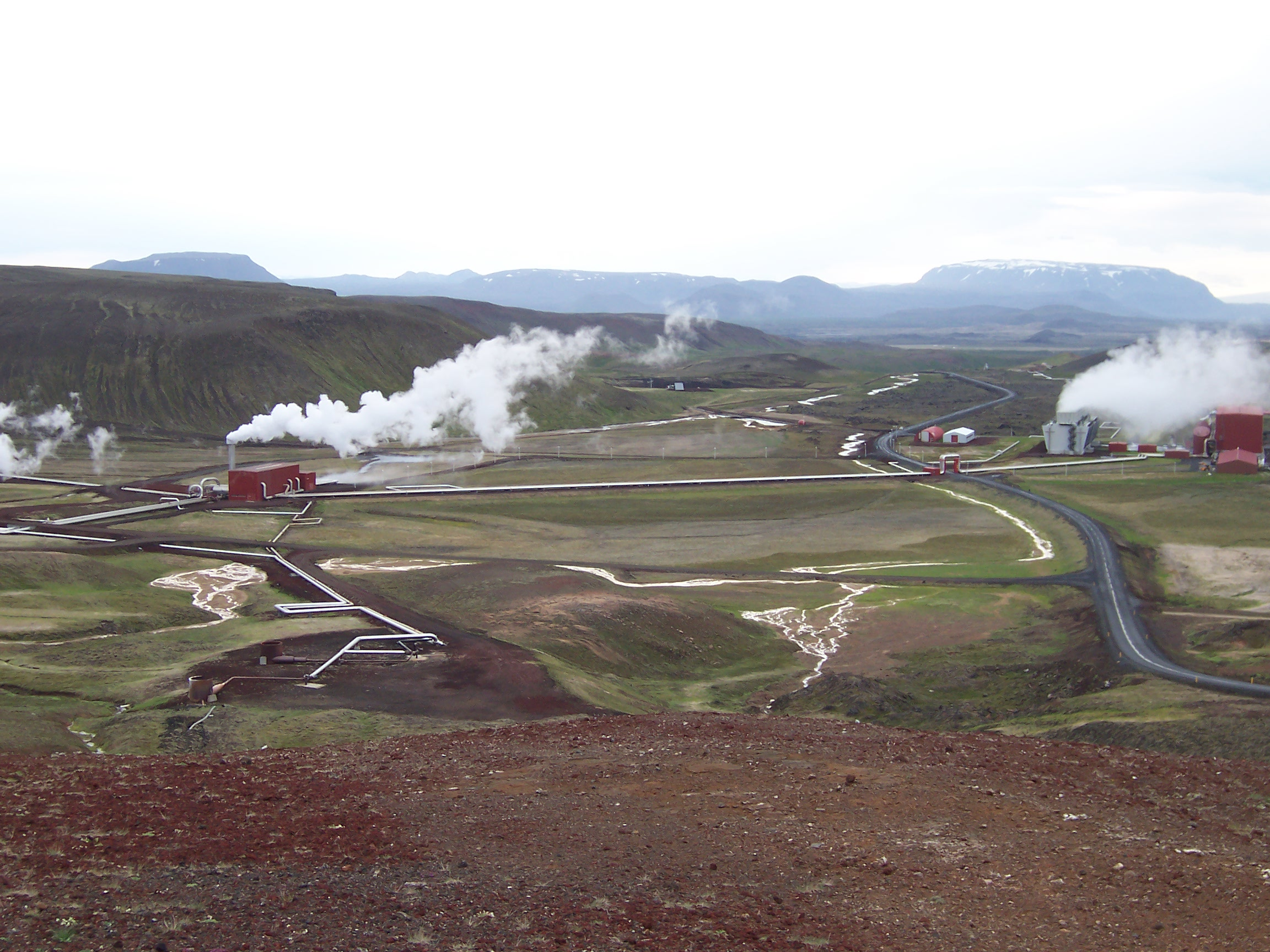
Геотермальна станція Крафла

Протягом століть жителі Ісландії використовували свої гарячі джерела для купання і прання одягу. Перше використання геотермальної енергії для опалення прийшло лише в 1907 році, коли фермер запустив бетонну трубу від гарячого джерела, щоб ввести пар у свій будинок. У 1930 році в Рейк'явіку був побудований перший трубопровід, по якому обігрівалися дві школи, 60 будинків і головна лікарня. Це був трубопровід протяжністю 3 км, який проходив від одного з гарячих джерел за межами міста. У 1943 році було створено перше теплопостачальне підприємство, що використовує геотермальну енергію. Через місто Рейк'явік пройшов трубопровід протяжністю 18 км, який до 1945 року був підключений до більш ніж 2850 будинків.
Нині геотермальна енергія обігріває 89 % будинків в Ісландії, а понад 54 % первинної енергії, що використовується в Ісландії, надходить від геотермальних джерел. Геотермальна енергія використовується для багатьох галузей в Ісландії. 57,4 % енергії використовується для обігріву приміщень, 25 % — для електроенергії, а залишок використовується у багатьох різних сферах, таких як басейни, рибні господарства та теплиці.
Уряд Ісландії грає важливу роль у розвитку геотермальної енергетики. У 1940-х роках уряд створив Державне управління електроенергетики з метою розширення знань про геотермальні ресурси й використання геотермальної енергії в Ісландії. Пізніше назву агентства було змінено на Національне управління енергетики (Оркустофнун) у 1967 році. Це агентство мало великий успіх і зробило економічно вигідним використання геотермальної енергії як джерела тепла в багатьох районах країни. Геотермальна енергія була настільки успішною, що уряду більше не доводиться керувати дослідженнями в цій галузі, оскільки її взяли на себе геотермальні індустрії.
Геотермальні електростанції в Ісландії включають Nesjavellir (120 МВт), Рейк'янес (100 МВт), Хеллішейрі (303 МВт), Крафла (60 МВт) та Сварценгі (46,5 МВт). Електростанція Svartsengi та електростанція Nesjavellir виробляють як електроенергію, так і гарячу воду для опалення. Перехід від масла до геотермального опалення зберіг Ісландії, за оцінками, в цілому 8,2 млрд дол. у період з 1970 по 2000 рік і знизив випуск викидів вуглекислого газу на 37 %. Потрібно було б 646 000 тонн нафти для опалення будинків Ісландії у 2003 році.
Ісландський уряд також вважає, що по всій країні існує набагато більше невикористовуваних геотермальних джерел. За оцінками, є понад 20 ТВт·год на рік неосвоєної геотермальної енергії. Це становить близько 3,3 % від 600 ТВт·год на рік електроенергії, споживаної в Німеччині. У поєднанні з необмеженими можливостями гідроенергетики, використання цих джерел повною мірою забезпечило б Ісландії ще 50 ТВт·год енергії на рік, і все це коштом відновлюваних джерел.
Багата геотермальна енергетика Ісландії також дозволила реалізувати ініціативи щодо використання відновлювальних джерел енергії, такі як «Міжнародна організація з перероблення вуглекислого газу» (Carbon Recycling International), яка переробляє двоокис вуглецю в метанолове паливо, що могло б сприяти зниженню залежності Ісландії від викопних видів палива.

### Сонячна енергія
Ісландія має відносно низьку інсоляцію через велику широту, що обмежує потенціал сонячної енергії. Загальна річна інсоляція приблизно на 20 % менше, ніж у Парижі, і вдвічі менша, ніж у Мадриді, взимку — дуже мала.

### Вітрова енергія
Наразі здійснюється проєкт з перевірки можливості будівництва вітропарку в Ісландії. У 2012 році в Південній Ісландії були встановлені дві вітряні турбіни, а у 2015 році була завершена робота над вітровою турбіною, названою «крижаний вітер».

## Експерименти з воднем в якості пального
Імпортна нафта задовольняє більшість енергетичних потреб Ісландії, вартість яких призвела до того, що країна зосередилася на внутрішній відновлюваній енергетиці. Професор Брагі Арнасон вперше запропонував ідею використання водню як джерела палива в Ісландії в 1970-х роках, коли сталася нафтова криза. Ідею вважали невдалою, але в 1999 році була створена Icelandic New Energy для управління переходом Ісландії на водневе паливо до 2050 року.
На початку 2000-х років розглядалася дієвість водню як джерела палива і те, чи полегшить перехід від нафти до водню невелика чисельність населення Ісландії, невеликі масштаби інфраструктури країни та доступ до природних джерел енергії.

### Демонстраційний проєкт ECTOS

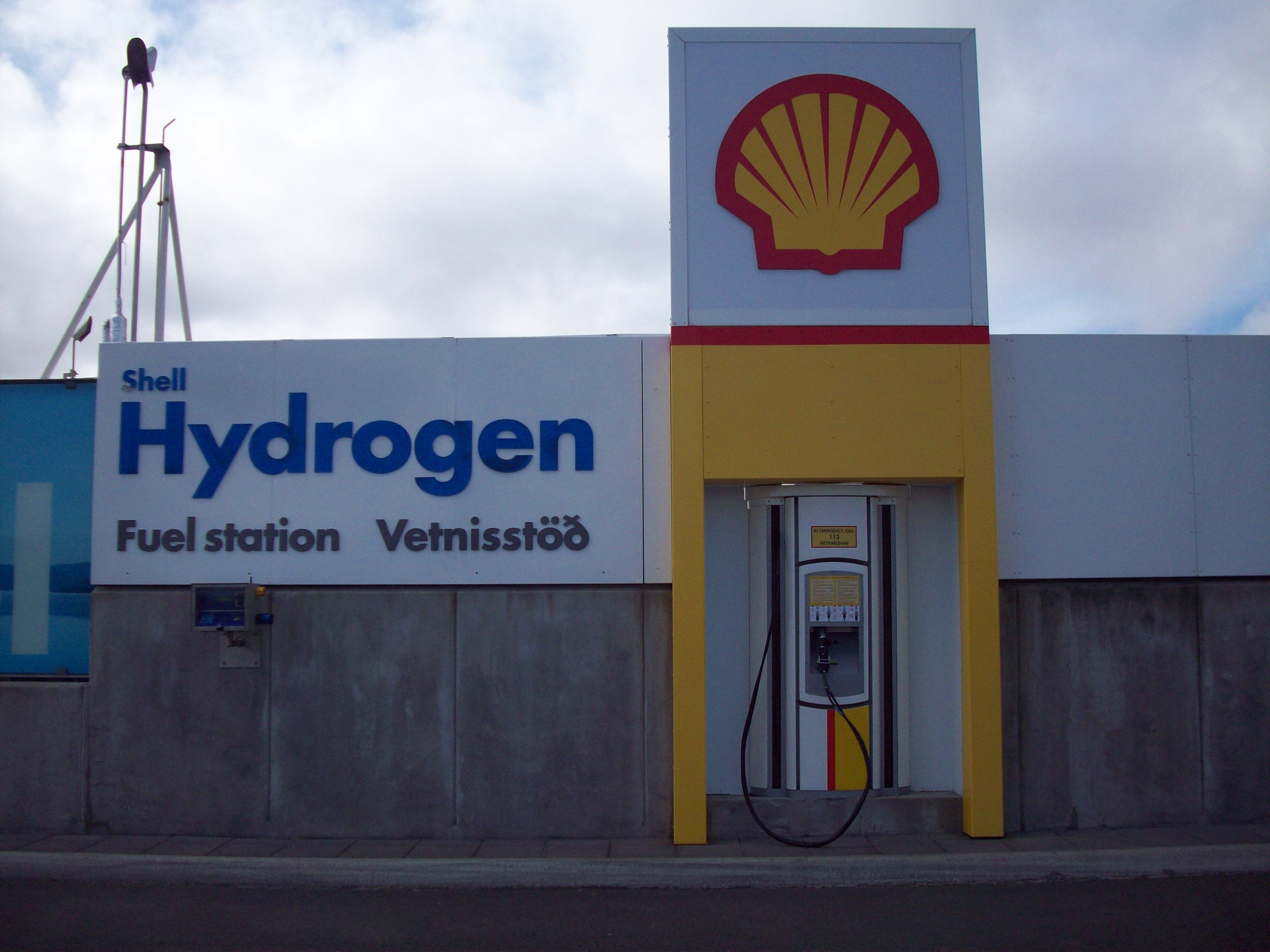
Воднева заправна станція в Рейк'явіку

Демонстраційний проєкт ECTOS (Екологічна міська транспортна система) тривав з 2001 по серпень 2005 р. У рамках проєкту використовувались три автобуси на водневих паливних елементах і одна заправна станція.
Перша воднева станція в країні відкрилася у 2003 році в Рейк'явіку. Щоб уникнути труднощів із транспортуванням, водень виробляється на місці за допомогою електролізу (розщеплення води на водень та кисень).

### Водневий проєкт
З січня 2006 року по січень 2007 року тривали випробування водневих автобусів у рамках проєкту HyFLEET: CUTE, який охоплював 10 міст Європи, Китаю та Австралії та спонсорувався Європейською комісією. Проєкт вивчав довгострокові наслідки та найдієвіші способи використання водневих автобусів. Автобуси працювали довше, і довговічність паливного елемента порівнювали з двигуном внутрішнього згоряння, який теоретично може тривати набагато довше. Проєкт також порівнював ефективність використання пального оригінальних автобусів та нових автобусів ряду виробників.

## Освіта та дослідження
Кілька ісландських установ пропонують освіту в галузі відновлюваних джерел енергії на університетському рівні та дослідницькі програми з їх просуванню:
- Університет Ісландії в Рейк'явіку, найбільший науково-дослідний заклад країни у галузі відновлюваних джерел енергії
- Рейк'явіцький університет, Школа науки та техніки
- Кейлір, атлантичний центр передового досвіду в Асбру, має дослідницький центр з енергетичних наук.
- НВЕ — Школа науки про відновлювану енергію в Акурейрі пропонує однорічну магістерську програму в галузі науки про відновлювану енергію.
- Ісландська школа енергетики в Рейк'явіку, пропонує навчання на ступінь магістра в галузі інженерії, політики та науки з відновлюваних джерел енергії.
- Університет Акурейрі

Кілька компаній, як державних, так і приватних, проводять великі дослідження в галузі відновлюваних джерел енергії:
- Національному органу енергетики Ісландії доручено проводити енергетичні дослідження та надавати консультаційні послуги, пов'язані з розробкою та використанням енергії.
- Ландсвіркюн, національна електрична компанія, проводить дослідження в галузі гідроелектричної та геотермальної енергетики та фінансує безліч супутніх досліджень.
- Ісландський енергетичний портал є незалежним джерелом інформації про енергетичну галузь Ісландії.
- Iceland Geosurvey (ÍSOR) — є суспільно-консультативним і науково-дослідним інститутом, що надає спеціалізовані послуги для ісландської енергетичної промисловості та займаються в основному геотермальними та гідроенергетичними дослідженнями.